# Pic d'Eixe
El Pic d'Eixe és un cim pirinenc que té una altitud de 2.657 metres, i està situat al terme municipal d'Espot, a la comarca del Pallars Sobirà. De forma piramidal amb tres cares laterals, el seu vessant occidental rep el nom de Canals de la Font del Llop, és molt escarpat i forma part de la carena que marca el límit oriental de la vall de Peguera. Les altres dues cares del pic, més suaus, són la pala d'Eixe, orientada a l'est, i la Coma dels Estanyets, també orientada a l'est i separada de l'anterior per la Muntanya dels Estanyets.
A la part superior de la Pala d'Eixe s'hi van instal·lar unes estructures de formigó com a defenses antiallaus, per evitar que la neu acumulada es precipiti sobre les pistes de l'estació d'Espot Esquí.
Forma part del Parc Nacional d'Aigüestortes i Estany de Sant Maurici.